# Budapesti középiskolák listája
Az alábbi szócikk Budapest középfokú oktatási intézményeinek listáját tartalmazza.
| I.   | II.   | III. | IV. | V.   | VI.   | VII.   | VIII. | IX. | X.   | XI.   |
| XII. | XIII. | XIV. | XV. | XVI. | XVII. | XVIII. | XIX.  | XX. | XXI. | XXII. |

Az általános iskolaként is működő gimnáziumok zölddel vannak kiemelve.

## I. kerület
| Kép | Név                                                                           | Cím                                   | Honlap                          | Megjegyzés |
| --- | ----------------------------------------------------------------------------- | ------------------------------------- | ------------------------------- | ---------- |
|     | Budapesti Egyetemi Katolikus Gimnázium                                        | Budapest, Szabó Ilonka u. 2, 1015     | http://egyetemi.hu/             |            |
|     | Hunfalvy János Két Tanítási Nyelvű Közgazdasági és Kereskedelmi Szakgimnázium | Budapest, Ponty u. 3, 1011            | http://www.hunfalvy-szki.hu     |            |
|     | Kodály Zoltán Magyar Kórusiskola                                              | Budapest, Toldy Ferenc u. 28-30, 1015 | http://www.kzmk.hu              |            |
|     | Kosztolányi Dezső Gimnázium                                                   | Budapest, Attila út 135, 1012         | http://kosztolanyigimnazium.hu  |            |
|     | Petőfi Sándor Gimnázium                                                       | Budapest, Attila út 43, 1013          | http://www.psg1892.hu           |            |
|     | Szent Gellért Katolikus Általános Iskola és Gimnázium                         | Budapest, Gellérthegy u. 7, 1016      | http://www.sztg.info            |            |
|     | Szilágyi Erzsébet Gimnázium                                                   | Budapest, Mészáros u. 5-7, 1016       | http://www.szegbp.edu.hu        |            |
|     | Tandem Gimnázium                                                              | Budapest, Krisztina körút 61b, 1013   | https://www.tandemgimnazium.hu/ |            |
|     | Toldy Ferenc Gimnázium                                                        | Budapest, Toldy Ferenc u. 9, 1015     | http://www.toldygimnazium.hu    |            |

## II. kerület
| Kép | Név                                                                                     | Cím                                        | Honlap | Megjegyzés |
| --- | --------------------------------------------------------------------------------------- | ------------------------------------------ | --- | ---------- |
|     | Baár–Madas Református Gimnázium, Általános Iskola és Kollégium                          | Budapest, Lorántffy Zsuzsanna utca 3, 1022 | http://www.bmrg.hu |            |
|     | Budenz József Általános Iskola és Gimnázium                                             | Budapest, Budenz út 20, 1021               | http://budenz.sulinet.hu |            |
|     | Csik Ferenc Általános Iskola és Gimnázium                                               | Budapest, Medve u. 5-7, 1027               | http://csikf-bp.sulinet.hu |            |
|     | Gustave Eiffel Francia Óvoda, Általános Iskola és Gimnázium                             | Budapest, Máriaremetei út 193-199., 1029   | https://www.franciaintezet.hu/hu/cikkek/oktatas/tanuloknak/budapesti-gustave-eiffel-francia-ovoda-altalanos-iskola-es-gimnazium.html |            |
|     | Klebelsberg Kuno Általános Iskola és Gimnázium                                          | Budapest, Szabadság u. 23, 1028            | http://www.klebi.hu |            |
|     | Kodály Zoltán Ének-zenei Általános Iskola, Gimnázium és Zenei Alapfokú Művészeti Iskola | Budapest, Marczibányi tér 1, 1022          | http://www.kodaly-bp.sulinet.hu Archiválva 2011. szeptember 30-i dátummal a Wayback Machine-ben                                      |            |
|     | Móricz Zsigmond Gimnázium                                                               | Budapest, Törökvész út 48-54, 1025         | http://www.moricz-bp.sulinet.hu/ Archiválva 2019. október 9-i dátummal a Wayback Machine-ben                                         |            |
|     | Pasaréti Gimnázium                                                                      | Budapest, Lóczy Lajos u. 11, 1022          | https://gimi.hu/ |            |
|     | II. Rákóczi Ferenc Gimnázium                                                            | Budapest, Keleti Károly u. 37, 1024        | http://www.budai-rfg.sulinet.hu Archiválva 2019. október 22-i dátummal a Wayback Machine-ben                                         |            |
|     | Szabó Lőrinc Két Tannyelvű Általános Iskola és Gimnázium                                | Budapest, Fenyves u. 1-3, 1026             | http://www.szabol-bp.sulinet.hu |            |
|     | Szent Angéla Ferences Általános Iskola és Gimnázium                                     | Budapest, Ady Endre u. 3, 1024             | http://sztangela.hu |            |
|     | Than Károly Ökoiskola Gimnázium, Szakközépiskola és Szakiskola                          | Budapest, Lajos u. 1-5, 1023               | http://than.hu |            |

## III. kerület
| Kép | Név                                                                               | Cím                                | Honlap                                                                                           | Megjegyzés |
| --- | --------------------------------------------------------------------------------- | ---------------------------------- | ------------------------------------------------------------------------------------------------ | ---------- |
|     | Alternatív Közgazdasági Gimnázium                                                 | Budapest, Raktár u. 1, 1035        | http://akg.hu                                                                                    |            |
|     | Bláthy Ottó Titusz Informatikai Szakgimnázium                                     | Budapest, Bécsi út 134, 1032       | http://www.blathy-bp.sulinet.hu Archiválva 2007. március 5-i dátummal a Wayback Machine-ben      |            |
|     | Kerék Általános Iskola és Gimnázium                                               | Budapest, Kerék u. 18-20, 1035     | http://www.kerek-u.sulinet.hu                                                                    |            |
|     | Kőrösi Csoma Sándor Két Tanítási Nyelvű Baptista Gimnázium                        | Budapest, Szentendrei út 83, 1033  | http://www.korosi.hu                                                                             |            |
|     | Maimonidész Zsidó Általános Iskola Gimnázium                                      | Budapest, Tímár u. 16, 1036        | http://zsidogimnazium.hu                                                                         |            |
|     | Óbudai Árpád Gimnázium                                                            | Budapest, Nagyszombat u. 19, 1034  | http://www.arpadgimnazium.hu                                                                     |            |
|     | Óbudai Gimnázium                                                                  | Budapest, Szentlélek tér 10, 1033  | http://www.obudaigimnazium.hu                                                                    |            |
|     | Pázmány Péter Gimnázium                                                           | Budapest, Gladiátor utca 19, 1031  |                                                                                                  |            |
|     | Szent József Katolikus Óvoda, Általános Iskola és Gimnázium                       | Budapest, Templom u. 5, 1038       | http://www.sztjozsef.net                                                                         |            |
|     | BGSZC Varga István Kereskedelmi, Közgazdasági Szakgimnáziuma és Szakközépiskolája | Budapest, Hatvany Lajos u. 7, 1039 | http://www.viszki.hu/index.php/hu/ Archiválva 2020. augusztus 6-i dátummal a Wayback Machine-ben |            |
|     | Veres Péter Gimnázium                                                             | Budapest, Csobánka tér 7, 1039     | http://verespg.hu                                                                                |            |

## IV. kerület
| Kép | Név                                                               | Cím                                   | Honlap                                                                                      | Megjegyzés            |
| --- | ----------------------------------------------------------------- | ------------------------------------- | ------------------------------------------------------------------------------------------- | --------------------- |
|     | Babits Mihály Gimnázium                                           | Budapest, Tóth Aladár u. 16-18, 1048  | http://babits.hu                                                                            |                       |
|     | Bay Zoltán Szakközépiskola                                        | Budapest, Lőrincz utca 40.            | –                                                                                           | Az épület üresen áll. |
|     | Berzeviczy Gergely Két Tanítási Nyelvű Közgazdasági Szakgimnázium | Budapest, Baross u. 72, 1047          | http://berzeviczy.hu                                                                        |                       |
|     | BMSZC Újpesti Két Tanítási Nyelvű Műszaki Technikum               | Budapest, Görgey Artúr u. 26, 1041    | http://www.umszki.hu                                                                        |                       |
|     | Budapesti Komplex SZC Kozma Lajos Faipari és Kreatív Technikum    | Budapest, Deák Ferenc u. 40, 1041     | http://www.kozmafa.hu                                                                       |                       |
|     | Kanizsay Dorottya Egészségügyi Szakképző Iskola és Gimnázium      | Budapest, Kassai u. 24/a, 1043        | http://www.kanizsay.sulinet.hu Archiválva 2014. február 13-i dátummal a Wayback Machine-ben |                       |
|     | Károlyi István 12 Évfolyamos Gimnázium                            | Budapest, Erzsébet u., 1042           | http://kig.hu                                                                               |                       |
|     | Régi Újpesti Bródy Imre Gimnázium                                 | Budapest, Attila utca 10.             | –                                                                                           | Az épület üresen áll. |
|     | Újpesti Bródy Imre Gimnázium                                      | Budapest, Langlet Waldemár u. 3, 1047 | http://www.brody-bp.sulinet.hu Archiválva 2020. július 28-i dátummal a Wayback Machine-ben  |                       |
|     | Újpesti Csokonai Vitéz Mihály Általános Iskola és Gimnázium       | Budapest, Bőrfestő u. 5-9, 1048       | http://www.csvmg.hu                                                                         |                       |
|     | Újpesti Könyves Kálmán Gimnázium                                  | Budapest, Tanoda tér 1, 1043          | http://kkg.hu                                                                               |                       |

## V. kerület
| Kép | Név                                                                             | Cím                               | Honlap                      | Megjegyzés |
| --- | ------------------------------------------------------------------------------- | --------------------------------- | --------------------------- | ---------- |
|     | ELTE Apáczai Csere János Gyakorló Gimnázium és Kollégium                        | Budapest, Papnövelde u. 4, 1053   | http://www.apaczai.elte.hu  |            |
|     | Budapesti Ward Mária Általános Iskola, Gimnázium és Zeneművészeti Szakgimnázium | Budapest, Irányi u. 3, 1056       | http://wardmaria.hu         |            |
|     | Deák Téri Evangélikus Gimnázium                                                 | Budapest, Sütő u. 1, 1052         | http://deakteri.hu          |            |
|     | Eötvös József Gimnázium                                                         | Budapest, Reáltanoda utca 7, 1053 | http://www.ejg.hu           |            |
|     | Piarista Gimnázium                                                              | Budapest, Piarista u. 1, 1052     | http://budapest.piarista.hu |            |
|     | Veres Pálné Gimnázium                                                           | Budapest, Veres Pálné u. 38, 1053 | http://vpg.hu               |            |
|     | Xántus János Két Tanítási Nyelvű Gimnázium                                      | Budapest, Markó u. 18-20, 1055    | http://www.xantuski.hu      |            |

## VI. kerület
| Kép | Név                                                                  | Cím                                    | Honlap                                 | Megjegyzés                                                                         |
| --- | -------------------------------------------------------------------- | -------------------------------------- | -------------------------------------- | ---------------------------------------------------------------------------------- |
|     | Bartók Béla Zeneművészeti és Hangszerészképző Gyakorló Szakgimnázium | Budapest, Nagymező u. 1, 1065          | http://konzi.hu                        |                                                                                    |
|     | Hriszto Botev Bolgár–Magyar Általános Iskola és Gimnázium            | Budapest, Bajza u. 44, 1062            | http://www.bolgarok.hu/index.php?id=90 |                                                                                    |
|     | Kölcsey Ferenc Gimnázium                                             | Budapest, Munkácsy Mihály u. 26, 1063  | http://www.kolcsey-bp.hu               |                                                                                    |
|     | Pesti Barnabás Élelmiszeripari Szakgimnázium és Szakközépiskola      | Budapest, Andrássy út 63-65, 1062      | https://www.pestibarnabas.hu/          | Itt működött korábban a Mária Terézia Leánygimnázium / Varga Katalin Gimnázium is. |
|     | Semmelweis Egyetem Raoul Wallenberg Többcélú Szakképző Intézménye    | Budapest, Rippl Rónai utca 22-26, 1068 | https://semmelweis.hu/raoulwallenberg/ |                                                                                    |
|     | Szinyei Merse Pál Gimnázium                                          | Budapest, Szinyei Merse u. 7, 1063     | http://www.szinyeigimibp.hu            |                                                                                    |
|     | Terézvárosi Kereskedelmi Szakközépiskola és Szakiskola               | Budapest, Szondi u. 41, 1064           | http://www.kersuli.hu/hu               |                                                                                    |

## VII. kerület
| Kép | Név                                                                                | Cím                                                         | Honlap                              | Megjegyzés |
| --- | ---------------------------------------------------------------------------------- | ----------------------------------------------------------- | ----------------------------------- | --- |
|     | Alsóerdősori Bárdos Lajos Általános Iskola és Gimnázium                            | Budapest, Alsó erdősor u. 14-16, 1074                       | http://alsoerdosor.hu/              | |
|     | Arany János Műszaki Szakgimnázium                                                  | Budapest, Nyár u. 9, 1072                                   | http://www.aranymszki.hu            | |
|     | Baross Imre Artistaképző Szakközépiskola és Szakiskola                             | Budapest, Városligeti fasor 3, 1071                         | http://www.biak.hu/                 | |
|     | Budapest-Fasori Evangélikus Gimnázium                                              | Budapest, Városligeti fasor 17–21., 1071                    | http://www.fasori.hu/               | |
| és  | Erzsébetvárosi Magyar-Angol Két Tanítási Nyelvű Általános Iskola és Szakgimnázium  | 1073 Budapest Kertész utca 30 és 1077 Budapest Dob utca 85. | http://www.erzsebetvarosiiskola.hu/ | Három iskolából alakult: Dohány utcai Gyakorló Általános Iskola, Kertész utcai Művészeti Általános Iskola, Magyar-Angol Kéttannyelvű Általános Iskola és Vendéglátó Szakiskola. |
|     | Facultas Humán Gimnázium                                                           | Budapest, Hernád u. 46, 1078                                | http://www.facultas.hu              | |
|     | Hajnik Károly Közgazdasági Szakközépiskola                                         | Budapest, Murányi utca 10.                                  | –                                   | Az iskola 2007-ben megszűnt. |
|     | Madách Imre Gimnázium                                                              | Budapest, Barcsay u. 5, 1073                                | http://mig.hu                       | |
|     | Nikola Tesla Szerb Tanítási Nyelvű Óvoda, Általános Iskola, Gimnázium és Kollégium | Budapest, Rózsák tere 6-7, 1074                             | http://www.nikola-tesla.hu          | |
|     | OktOpus Multimedia Szakközépiskola                                                 | Budapest, Frangepán u. 50, 1139                             | http://oktopus.hu/                  | |
|     | II. Rákóczi Ferenc Közgazdasági Szakgimnázium                                      | Budapest, Wesselényi u. 38, 1075                            | http://rakoczif.hu                  | |
|     | Vendéglátó, Idegenforgalmi és Kereskedelmi Középiskola                             | Budapest, Hernád u. 3, 1078                                 | http://www.vikiskola.hu             | |
|     | Wesselényi Utcai Bölcsőde, Óvoda, Általános Iskola és Gimnázium                    | Budapest, Wesselényi u. 44., 1075                           |                                     | |

## VIII. kerület
| Kép | Név                                                             | Cím                                  | Honlap                                                                                  | Megjegyzés |
| --- | --------------------------------------------------------------- | ------------------------------------ | --------------------------------------------------------------------------------------- | --- |
|     | BGSZC Széchenyi István Kereskedelmi Szakgimnáziuma              | Budapest, Vas u. 9-11, 1088          | http://www.vasutca.hu                                                                   | |
|     | Bókay János Szakgimnázium                                       | Budapest, Csobánc u. 1, 1086         | http://www.bokaysuli.hu/ Archiválva 2020. augusztus 14-i dátummal a Wayback Machine-ben | |
|     | Budapesti Fazekas Mihály Gyakorló Általános Iskola és Gimnázium | Budapest, Horváth Mihály tér 8, 1082 | http://matek.fazekas.hu                                                                 | |
|     | Budapesti Komplex SZC Kézművesipari Szakgimnáziuma              | Budapest, Práter u. 31, 1083         | https://bkszc.hu/intezmenyeink/618ba01b434f69007683befa                                 | |
|     | ELTE Trefort Ágoston Gyakorlóiskola                             | Budapest, Trefort u. 8, 1088         | http://www.trefort.elte.hu                                                              | |
|     | Jelky András Iparművészeti Szakgimnázium                        | Budapest, Rákóczi tér 4, 1084        | http://jelky.hu/                                                                        | |
|     | Lakatos Menyhért Általános Iskola és Gimnázium                  | Budapest, Bauer Sándor u. 6-8, 1086  | http://lakatosmenyhert-iskola.hu                                                        | |
|     | Schulek Frigyes Kéttannyelvű Építőipari Szakgimnázium           | Budapest, Mosonyi u. 6, 1087         | http://schulek.bkszc.hu/                                                                | |
|     | Szász Ferenc Kereskedelmi Szakgimnázium                         | Budapest, Szörény u. 2-4, 1087       | http://www.szasziskola.hu/                                                              | |
|     | Szent Anna Görögkatolikus Gimnázium és Technikum                | Budapest, Bezerédj utca 16/a, 1081   | https://www.leovey-szki.hu/                                                             | Korábbi neve: Leövey Klára Görögkatolikus Gimnázium, Közgazdasági Szakgimnázium és Szakközépiskola. Nem azonos a IX. kerületi Leövey Klára Gimnáziummal. |
|     | Szent Benedek Gimnázium és Technikum                            | Budapest, Práter u. 11, 1083         | https://szbi.hu/budapest/                                                               | |
|     | Vörösmarty Mihály Gimnázium                                     | Budapest, Horánszky u. 11, 1085      | http://www.vmgsuli.hu                                                                   | |

## IX. kerület
| Kép             | Név                                                                                   | Cím                                | Honlap                                                                                      | Megjegyzés |
| --------------- | ------------------------------------------------------------------------------------- | ---------------------------------- | ------------------------------------------------------------------------------------------- | --- |
|                 | Fáy András Gimnázium                                                                  | Budapest, Mester u. 60-62, 1095    | http://www.fay-bp.sulinet.hu/ Archiválva 2020. augusztus 8-i dátummal a Wayback Machine-ben | |
|                 | Ferencvárosi Sport Általános Iskola és Gimnázium                                      | Budapest, Telepy u. 17, 1096       | http://fsi.sulinet.hu/ Archiválva 2021. március 3-i dátummal a Wayback Machine-ben          | |
|                 | Gundel Károly Vendéglátóipari és Idegenforgalmi Szakképző Iskola                      | Budapest, Ecseri út 7, 1097        | https://gundeliskola.hu/                                                                    | |
|                 | Harsányi János Szakgimnázium                                                          | Budapest, Ifjúmunkás u. 31, 1091   | http://www.harsanyi-bp.hu/ Archiválva 2020. augusztus 9-i dátummal a Wayback Machine-ben    | |
|                 | Jaschik Álmos Művészeti Szakgimnázium                                                 | Budapest, Illatos út 2, 1097       | https://jaschikmuveszeti.hu/                                                                | |
|                 | Képző- és Iparművészeti Szakgimnázium és Kollégium                                    | Budapest, Török Pál u. 1, 1093     | http://kiskepzo.hu/index.html                                                               | |
|                 | Közgazdasági Politechnikum Alternatív Gimnázium                                       | Budapest, Vendel u. 3, 1096        | https://poli.hu/wp/                                                                         | |
|                 | Leövey Klára Gimnázium                                                                | Budapest, Vendel u. 1, 1096        | http://www.leovey.hu/                                                                       | Nem azonos a VIII. kerületi Szent Anna Görögkatolikus Gimnázium és Technikummal, mely korábban a Leövey Klára Görögkatolikus Gimnázium, Közgazdasági Szakgimnázium és Szakközépiskola nevet viselte. |
|                 | Lónyay Utcai Református Gimnázium és Kollégium                                        | Budapest, Kinizsi u. 1-7, 1092     | http://www.lonyayrefi.hu/                                                                   | |
|                 | Puskás Tivadar Távközlési és Informatikai Technikum                                   | Budapest, Gyáli út 22, 1097        | http://www.puskas.hu/100/                                                                   | |
|                 | Szent-Györgyi Albert Általános Iskola és Gimnázium                                    | Budapest, Lónyay u. 4/c-8, 1093    | https://szgya.hu/                                                                           | |
|                 | Szent György Média és Informatikai Szakgimnázium                                      | Budapest, Lenhossék u. 24-28, 1096 | http://szgyf.hu/                                                                            | |
|                 | Szent István Közgazdasági Szakgimnázium és Kollégium                                  | Budapest, Mester u. 56-58, 1095    | http://szistvan.hu/                                                                         | |
|                 | Patrona Hungariae Általános Iskola, Gimnázium, Kollégium és Alapfokú Művészeti Iskola | Budapest, Knézich u. 3-13, 1092    | http://www.patrona.hu/ Archiválva 2020. augusztus 12-i dátummal a Wayback Machine-ben       | |
|                 | Szily Kálmán Műszaki Szakgimnázium                                                    | Budapest, Timót u. 3, 1097         | https://www.szily.hu/                                                                       | |
|                 | Teleki Blanka Közgazdasági Szakközépiskola                                            | Budapest, Mester u. 23, 1095       | https://telekiblankabp.hu/                                                                  | |
| [ halott link ] | Weöres Sándor Általános Iskola és Gimnázium                                           | Budapest, Lobogó u. 1, 1098        | http://80.77.123.167/wsag/                                                                  | |

## X. kerület
| Kép             | Név                                                                          | Cím                                          | Honlap                                                                                   | Megjegyzés |
| --------------- | ---------------------------------------------------------------------------- | -------------------------------------------- | ---------------------------------------------------------------------------------------- | ---------- |
|                 | Bercsényi Miklós Élelmiszeripari Szakképző Iskola                            | Budapest, Maglódi út 4/b, 1106               | http://www.bercsenyisuli.hu                                                              |            |
|                 | Giorgio Perlasca Kereskedelmi, Vendéglátóipari Szakközépiskola és Szakiskola | Budapest, Maglódi út 8, 1106                 | http://www.perlasca.sulinet.hu                                                           |            |
|                 | Keleti István Alapfokú Művészeti Iskola és Művészeti Szakgimnázium           | Budapest, Fehér út 10, 1106                  | http://www.kimi.hu/                                                                      |            |
|                 | Keleti Károly Közgazdasági Szakgimnázium                                     | Budapest, Gyakorló u. 21-23, 1106            | http://www.keletiszki.hu Archiválva 2020. augusztus 11-i dátummal a Wayback Machine-ben  |            |
|                 | Magyar Gyula Kertészeti Szakközépiskola és Szakiskola                        | Budapest, Maglódi út 8, 1106                 | http://www.magyula.hu                                                                    |            |
| [ halott link ] | Pataky István Fővárosi Gyakorló Híradásipari és Informatikai Szakgimnázium   | Budapest, Salgótarjáni u. 53/b, 1101         | https://www.pataky.hu                                                                    |            |
|                 | Szent László Gimnázium                                                       | Budapest, Kőrösi Csoma Sándor út 28-34, 1102 | http://www.szlgbp.sulinet.hu Archiválva 2020. július 28-i dátummal a Wayback Machine-ben |            |
|                 | Zrínyi Miklós Gimnázium                                                      | Budapest, Mádi u. 173, 1108                  | http://www.zmg.hu                                                                        |            |

## XI. kerület
| Kép                                                         | Név                                                      | Cím                                    | Honlap                            | Megjegyzés |
| ----------------------------------------------------------- | -------------------------------------------------------- | -------------------------------------- | --------------------------------- | ---------- |
|                                                             | Bethlen Gábor Általános Iskola és Gimnázium              | Budapest, Bartók Béla út 141, 1115     | https://www.bethlen.hu/           |            |
|                                                             | BGSZC Öveges József Technikum és Szakképző Iskola        | Budapest, Fehérvári út 10, 1117        | http://www.oveges.hu/             |            |
|                                                             | BME Két Tanítási Nyelvű Gimnázium                        | Budapest, Egry József u. 3-11, 1111    | https://www.bmegimnazium.hu/      |            |
|                                                             | Budai Ciszterci Szent Imre Gimnázium                     | Budapest, Villányi út 27, 1114         | http://szig.hu/                   |            |
|                                                             | József Attila Gimnázium                                  | Budapest, Váli u. 1, 1117              | https://jagbp.hu/                 |            |
|                                                             | Kürt Alapítványi Gimnázium                               | Budapest, Bogdánfy Ödön utca 5/b, 1117 | https://kag.info.hu               |            |
| Archiválva 2020. július 22-i dátummal a Wayback Machine-ben | Mechatronikai Szakgimnázium                              | Budapest, Rétköz u. 39, 1118           | http://www.mechatronika.hu/       |            |
|                                                             | Nemes Nagy Ágnes Művészeti Szakgimnázium                 | Budapest, Thallóczy Lajos u. 1, 1115   | http://nemesgimi.hu/              |            |
|                                                             | Számalk-Szalézi Szakgimnázium                            | Budapest, Mérnök u. 39, 1119           | https://www.szamalk-szalezi.hu/   |            |
|                                                             | Szent II. János Pál Óvoda, Általános Iskola és Gimnázium | Budapest, Mezőkövesd út 10, 1116       | https://www.janospal.hu/          |            |
|                                                             | Szent Margit Gimnázium                                   | Budapest, Villányi út 5-7, 1114        | https://www.szmg.hu/              |            |
|                                                             | Újbudai Széchenyi István Gimnázium                       | Budapest, Egry József u. 3, 1111       | http://www.szechenyigimnazium.hu/ |            |

## XII. kerület
| Kép | Név                                                                    | Cím                               | Honlap                                                                                      | Megjegyzés |
| --- | ---------------------------------------------------------------------- | --------------------------------- | ------------------------------------------------------------------------------------------- | ---------- |
|     | BGSzC Budai Középiskolája                                              | Budapest, Márvány u. 32, 1126     | https://budaikozepiskola.hu/                                                                |            |
|     | Budai Rajziskola                                                       | Budapest, Alkotás u. 45, 1123     | https://www.budairajziskola.hu Archiválva 2020. december 6-i dátummal a Wayback Machine-ben |            |
|     | Lauder Javne Zsidó Közösségi Iskola                                    | Budapest, Budakeszi út 48, 1121   | https://www.lauder.hu/                                                                      |            |
|     | Orbánhegy Kollégium                                                    | Budapest, Orbánhegyi út 30, 1126  | https://orbanhegykollegium.hu/wp/                                                           |            |
|     | Osztrák-Magyar Európaiskola                                            | Budapest, Istenhegyi út 32, 1126  | https://europaschule.hu/hu Archiválva 2020. február 20-i dátummal a Wayback Machine-ben     |            |
|     | Sashegyi Arany János Általános Iskola és Gimnázium                     | Budapest, Meredek u. 1, 1124      | http://aranyj.hu/                                                                           |            |
|     | Tamási Áron Általános Iskola, Gimnázium és Német Nemzetiségi Gimnázium | Budapest, Mártonhegyi út 34, 1124 | http://www.tamasi.sulinet.hu/ Archiválva 2020. augusztus 8-i dátummal a Wayback Machine-ben |            |
|     | Városmajori Gimnázium                                                  | Budapest, Városmajor u. 71, 1122  | https://www.vmg.sulinet.hu                                                                  |            |

## XIII. kerület
| Kép | Név | Cím                                | Honlap                                                                               | Megjegyzés |
| --- | --- | ---------------------------------- | ------------------------------------------------------------------------------------ | ---------- |
|     | Ady Endre Gimnázium                                                                                            | Budapest, Röppentyű u. 62, 1139    | http://www.adygimnazium.eu                                                           |            |
|     | Bánki Donát Közlekedésgépészeti Szakgimnázium                                                                  | Budapest, Váci út 179-183, 1138    | http://bankidonat.net/                                                               |            |
|     | Berzsenyi Dániel Gimnázium                                                                                     | Budapest, Kárpát u. 49-53, 1133    | http://www.berzsenyi.hu                                                              |            |
|     | Boldog Adolf Kolping Katolikus Óvoda, Általános Iskola, Gimnázium, Sportgimnázium és Alapfokú Művészeti Iskola | Budapest, Huba u. 6, 1134          | https://hubaiskola.hu/                                                               |            |
|     | Bolyai János Műszaki Technikum                                                                                 | Budapest, Váci út 21, 1134         | https://bolyai-bp.edu.hu                                                             |            |
|     | Budapesti Komplex SZC Modell Divatiskolája                                                                     | Budapest, Vág u. 12, 1133          | http://www.modelldivatiskola.hu/                                                     |            |
|     | Dobos C. József Vendéglátóipari Szakképző Iskola                                                               | Budapest, Huba u. 7, 1134          | http://www.dobosvszi.hu                                                              |            |
|     | Európa Alapítvány Gimnázium - EAKI                                                                             | Budapest, Balzac u. 7, 1136        | https://2020.eaki.hu/                                                                |            |
|     | Károlyi Mihály Kéttannyelvű Közgazdasági Szakgimnázium                                                         | Budapest, Váci út 89, 1139         | http://www.karolyi-kozgazd.hu                                                        |            |
|     | Katona József szakközépiskola                                                                                  | Budapest, Váci út 107, 1138        | http://katonaj-mkszig.hu                                                             |            |
|     | Magyar Hajózási Szakgimnázium és Szakközépiskola                                                               | Budapest, Jász u. 153-155, 1131    | http://www.hajozasi.fw.hu                                                            |            |
|     | Németh László Gimnázium és Általános Iskola                                                                    | Budapest, Nővér u. 15-17, 1131     | http://www.nlg.sulinet.hu Archiválva 2014. május 25-i dátummal a Wayback Machine-ben |            |
|     | Orchidea Magyar–Angol Két Tanítási Nyelvű Gimnázium                                                            | Budapest, Szent László út 59, 1135 | https://www.ohebs.hu/                                                                |            |
|     | Szlovák Tanítási Nyelvű Óvoda, Általános Iskola, Gimnázium és Kollégium                                        | Budapest, Lomb u. 1-7, 1139        | https://szlovak-bp.edu.hu/                                                           |            |
|     | Verebély László Szakgimnázium                                                                                  | Budapest, Üteg u. 15, 1139         | http://www.verebelyszki.hu/                                                          |            |

## XIV. kerület
| Kép             | Név | Cím                                 | Honlap                       | Megjegyzés |
| --------------- | --- | ----------------------------------- | ---------------------------- | ---------- |
|                 | Álmos Vezér Gimnázium és Általános Iskola                                                                    | Budapest, Álmos vezér tere 9, 1144  | http://www.almosvezer.hu     |            |
|                 | BMSZC Petrik Lajos Két Tanítási Nyelvű Technikum                                                             | Budapest, Thököly út 48-54, 1146    | http://petrik.hu             |            |
|                 | Budapesti Komplex Szakképzési Centrum Kaesz Gyula Faipari Technikum és Szakképző Iskola                      | Budapest, Egressy út 36, 1149       | http://kaesz.hu              |            |
|                 | Budapest Táncművészeti Stúdió Szakgimnázium                                                                  | Budapest, Miskolci u. 141, 1147     | http://www.tanciskola.eu     |            |
|                 | Csanádi Árpád Sportiskola, Általános Iskola és Gimnázium                                                     | Budapest, Őrnagy u. 5, 1143         | http://www.csanadiiskola.hu/ |            |
|                 | Egressy Gábor Szakgimnázium                                                                                  | Budapest, Egressy út 71, 1149       | http://www.egressy.info      |            |
|                 | ELTE Radnóti Miklós Gyakorlóiskola                                                                           | Budapest, Cházár András u. 10, 1146 | http://radnoti.hu            |            |
|                 | Európa 2000 Gimnázium                                                                                        | Budapest, Gizella út 42-44, 1143    | http://europa2000.hu         |            |
|                 | Horvát Óvoda, Általános Iskola, Gimnázium és Kollégium                                                       | Budapest, Kántorné stny. 1, 1144    | http://www.hosig.hu          |            |
|                 | Mozgásjavító Általános Iskola, Szakközépiskola, Egységes Gyógypedagógiai Módszertani Intézmény és Diákotthon | Budapest, Mexikói út 60, 1145       | http://www.mozgasjavito.hu   |            |
|                 | Neumann János Számítástechnikai Szakgimnázium                                                                | Budapest, Kerepesi út 124, 1144     | http://www.njszki.hu         |            |
|                 | Sylvester János Református Gimnázium                                                                         | Budapest, Pillangó park 3, 1149     | http://sylvester.hu          |            |
|                 | Szent István Gimnázium                                                                                       | Budapest, Ajtósi Dürer sor 15, 1146 | http://szigbp.hu             |            |
|                 | Teleki Blanka Gimnázium                                                                                      | Budapest, Ajtósi Dürer sor 37, 1146 | http://www.tbg.hu            |            |
| [ halott link ] | Wesselényi Miklós Műszaki Szakgimnázium                                                                      | Budapest, Várna u. 23, 1149         | http://www.wmszki.hu         |            |
| [ halott link ] | Ybl Miklós Építőipari Szakképző Iskola                                                                       | Budapest, Várna u. 21/b, 1149       | http://www.yblszakkepzo.hu   |            |

## XV. kerület
| Kép | Név                                                     | Cím                                | Honlap                                                                                           | Megjegyzés |
| --- | ------------------------------------------------------- | ---------------------------------- | ------------------------------------------------------------------------------------------------ | ---------- |
|     | Bethlen Gábor Technikum                                 | Budapest, Árendás köz 8, 1157      | http://bethlenszki.hu/                                                                           |            |
|     | Dózsa György Gimnázium és Táncművészeti Szakközépiskola | Budapest, Fő út 70, 1151           | http://dgyg.hu/uj/                                                                               |            |
|     | Innovációs Szakképző, Továbbképző Középiskola           | Budapest, Bocskai u. 70, 1153      | http://iszti.hu/                                                                                 |            |
|     | Kontyfa Általános Iskola és Gimnázium                   | Budapest, Kontyfa u. 5, 1156       | http://kontyfa.hu/                                                                               |            |
|     | László Gyula Gimnázium és Általános Iskola              | Budapest, Kavicsos köz 4, 1157     | http://www.laszlogyulagimnazium.hu/ Archiválva 2015. október 21-i dátummal a Wayback Machine-ben |            |
|     | Szépmíves Szakgimnázium                                 | Budapest, Bocskai utca 70-72. 1153 | http://kozmetikusoktatas.hu                                                                      |            |

## XVI. kerület
| Kép | Név                                | Cím                                   | Honlap                                                                                  | Megjegyzés |
| --- | ---------------------------------- | ------------------------------------- | --------------------------------------------------------------------------------------- | ---------- |
|     | Bornemisza Péter Gimnázium         | Budapest, Száva u. 1, 1107            | http://www.bpg.hu/                                                                      |            |
|     | Corvin Mátyás Gimnázium            | Budapest, Mátyás király tér 4, 1165   | http://www.corvinsuli.hu/site/                                                          |            |
|     | Csonka János Műszaki Szakgimnázium | Budapest Arany János u. 55., 1165     | http://csonkabp.sulinet.hu/ Archiválva 2020. július 24-i dátummal a Wayback Machine-ben |            |
|     | Szerb Antal Gimnázium              | Budapest, Batthyány Ilona u. 12, 1164 | http://www.szag.hu/weboldal/                                                            |            |
|     | Táncsics Mihály Gimnázium          | Budapest, Táncsics 7, 1165            | http://tancsics16.hu/                                                                   |            |

## XVII. kerület
| Kép | Név                                                 | Cím                              | Honlap                    | Megjegyzés |
| --- | --------------------------------------------------- | -------------------------------- | ------------------------- | ---------- |
|     | Balassi Bálint Nyolcévfolyamos Gimnázium            | Budapest, Széchenyi u. 1-7, 1174 | http://www.balassi-bp.hu/ |            |
|     | Békésy György Szakgimnázium                         | Budapest, Széchenyi u. 11, 1174  | http://bekesy-iskola.hu/  |            |
|     | Kőrösi Csoma Sándor Általános Iskola és Gimnázium   | Budapest, Akácvirág u. 49, 1173  | http://www.kcss.hu/       |            |
|     | Pál Apostol Katolikus Általános Iskola és Gimnázium | Budapest, Pesti út 84, 1173      | http://www.palapostol.hu/ |            |

## XVIII. kerület
| Kép | Név                                                                         | Cím                                   | Honlap                                                                                    | Megjegyzés |
| --- | --------------------------------------------------------------------------- | ------------------------------------- | ----------------------------------------------------------------------------------------- | --- |
|     | Egressy Béni Református Művészeti Szakgimnázium                             | Budapest, Kondor Béla sétány 7., 1181 | https://egressybenikonzi.hu/                                                              | |
|     | Karinthy Frigyes Gimnázium                                                  | Budapest, Thököly út 7, 1183          | http://www.karinthy.hu/pages/                                                             | |
|     | Pestszentlőrinci Közgazdasági és Informatikai Szakgimnázium                 | Budapest, Hengersor u. 34, 1184       | http://www.hengersor.hu/index Archiválva 2020. július 24-i dátummal a Wayback Machine-ben | |
|     | Pestszentlőrinc-Pestszentimrei Felnőttek Általános Iskolája és Gimnáziuma   | Budapest Kondor Béla sétány 10., 1181 | http://felgimi.hu/dp-tavoktato/?kezdolap                                                  | |
|     | Pogány Frigyes Szakgimnázium                                                | Budapest, Thököly út 11, 1183         | http://www.poganysuli.hu/                                                                 | |
|     | Sztehlo Gábor Evangélikus Óvoda, Általános Iskola és Gimnázium              | Budapest, Kossuth tér 2., 1183        | https://www.sztehloiskola.hu/                                                             | Korábban Hunyadi Mátyás Gimnázium néven működött, majd 2011-ben a Magyarországi Evangélikus Egyház átvette a fenntartását, ekkor vette fel az iskola Sztehlo Gábor nevét. |
|     | Vörösmarty Mihály Gimnázium Ének-zenei Nyelvi Általános Iskola és Gimnázium | Budapest, Havanna u. 64, 1181         | http://www.vmzene.hu/                                                                     | |
|     | Wesley Kincsei Általános Iskola És Gimnázium                                | Budapest, Podhorszky u. 51-55, 1188   | https://kincsei.wesley.hu/                                                                | |

## XIX. kerület
| Kép                                                          | Név                                               | Cím                                    | Honlap                                                                                          | Megjegyzés |
| ------------------------------------------------------------ | ------------------------------------------------- | -------------------------------------- | ----------------------------------------------------------------------------------------------- | ---------- |
| Archiválva 2022. március 13-i dátummal a Wayback Machine-ben | Ganz Ábrahám Két Tanítási Nyelvű Technikum        | Budapest, Üllői út 303, 1195           | https://www.ganziskola.hu/                                                                      |            |
|                                                              | Károlyi Mihály Magyar–Spanyol Tannyelvű Gimnázium | Budapest, Simonyi Zsigmond u. 33, 1191 | https://www.karolyigimnazium.com/ Archiválva 2020. augusztus 3-i dátummal a Wayback Machine-ben |            |
|                                                              | Kispesti Deák Ferenc Gimnázium                    | Budapest, Gutenberg krt. 6, 1192       | https://kdfg.hu                                                                                 |            |
|                                                              | Semmelweis Ignác Szakgimnázium                    | Budapest, Csengő u. 1, 1194            | https://semmelweis.hu/semmelweisiskola/                                                         |            |
|                                                              | Trefort Ágoston Két Tanítási Nyelvű Technikum     | Budapest, Kossuth tér 12, 1191         | https://www.trefort.eu/index.php?oldal=fooldal                                                  |            |

## XX. kerület
| Kép                                                         | Név                                                                 | Cím                                   | Honlap                                                                                               | Megjegyzés |
| ----------------------------------------------------------- | ------------------------------------------------------------------- | ------------------------------------- | --- | ---------- |
|                                                             | Budapesti Montessori Általános Iskola és Gimnázium                  | Budapest, Kálmán u. 15, 1203          | https://bpmontessori.hu/                                                                             |            |
|                                                             | BGSZC Eötvös Loránd Szakgimnáziuma és Szakközépiskolája             | Budapest, Török Flóris u. 89, 1204    | http://eotvosszki.hu/                                                                                |            |
|                                                             | Erzsébet Királyné Szépészeti Szakgimnázium                          | Budapest, Kossuth Lajos utca 35, 1203 | http://www.ipari12-bp.sulinet.hu/ Archiválva 2011. szeptember 2-i dátummal a Wayback Machine-ben     |            |
|                                                             | Kossuth Lajos Gimnázium                                             | Budapest, Ady Endre u. 142, 1204      | https://www.klgbp.hu/                                                                                |            |
| Archiválva 2020. július 24-i dátummal a Wayback Machine-ben | Nagy László Általános Iskola és Gimnázium                           | Budapest, János u. 4, 1203            | https://www.nagylaszlogimnazium.net/                                                                 |            |
|                                                             | Német Nemzetiségi Gimnázium                                         | Budapest, Serény u. 1, 1203           | http://dng-bp.hu/                                                                                    |            |
|                                                             | Pesterzsébeti Közgazdasági Szakgimnázium                            | Budapest, Vörösmarty u. 30, 1201      | http://www.vargaj-bp.sulinet.hu/news.php Archiválva 2020. július 24-i dátummal a Wayback Machine-ben |            |
|                                                             | Szivárvány Baptista Általános Iskola, Gimnázium és Szakképző Iskola | Budapest, Pöltenberg u. 8b, 1204      | http://www.szivarvanyszakkepzo.hu/                                                                   |            |

## XXI. kerület
| Kép | Név                                                | Cím                                    | Honlap | Megjegyzés |
| --- | -------------------------------------------------- | -------------------------------------- | --- | ---------- |
|     | Csete Balázs Közgazdasági Szakgimnázium            | Budapest, Csete Balázs u. 6-8, 1215    | http://www.csete.sulinet.hu/category/nyitooldal/ Archiválva 2020. július 24-i dátummal a Wayback Machine-ben |            |
|     | Fodor József Szakképző Iskola                      | Budapest, Tejút u. 10-12, 1214         | http://www.fodorj-szeged.sulinet.hu/ Archiválva 2020. július 24-i dátummal a Wayback Machine-ben             |            |
|     | Jedlik Ányos Gimnázium                             | Budapest, Táncsics Mihály u. 92, 1212  | https://www.jedlik.hu/                                                                                       |            |
|     | Kossuth Lajos BGéSzC Bohóc-és Futárképző Technikum | Budapest, Kossuth Lajos u. 12, 1211    | https://www.kossuth-csepel.hu/index.php?page=main                                                            |            |
|     | Szamos Mátyás Szakgimnázium                        | Budapest, Petőfi tér 1, 1212           | http://csepven.hu/                                                                                           |            |
|     | Vásárhelyi Pál Kereskedelmi Szakgimnázium          | Budapest, Széchenyi István u. 95, 1212 | https://www.vasarhelyi.info/                                                                                 |            |

## XXII. kerület
| Kép | Név                                                                       | Cím                                  | Honlap                                                                                 | Megjegyzés |
| --- | ------------------------------------------------------------------------- | ------------------------------------ | -------------------------------------------------------------------------------------- | ---------- |
|     | Budai Nagy Antal Gimnázium                                                | Budapest, Anna utca 13-15., 1221     | http://www.bna.sulinet.hu/ Archiválva 2020. július 24-i dátummal a Wayback Machine-ben |            |
|     | Kempelen Farkas Gimnázium                                                 | Budapest, Közgazdász u. 9-11, 1223   | http://www.kfg.hu/                                                                     |            |
|     | Soós István Borászati és Élelmiszeripari Szakgimnázium és Szakközépiskola | Budapest, Kossuth Lajos u. 83., 1221 | http://borasziskola.hu/                                                                |            |

## XXIII. kerület
| Kép | Név                | Cím                           | Honlap                                   | Megjegyzés         |
| --- | ------------------ | ----------------------------- | ---------------------------------------- | ------------------ |
|     | Qualitas Gimnázium | Budapest, Tartsay u. 28, 1237 | https://qualitasgimnazium.wordpress.com/ | 2023-ban megszűnt. |